# Шил
Шил (фр. Chille) насеље је и општина у источној Француској у региону Франш-Конте, у департману Јура која припада префектури Лон ле Соније.
По подацима из 2011. године у општини је живело 312 становника, а густина насељености је износила 159,18 становника/km². Општина се простире на површини од 1,96 km². Налази се на средњој надморској висини од 250 метара (максималној 388 m, а минималној 262 m).

## Демографија
| 1962. | 1968. | 1975. | 1982. | 1990. | 1999. | 2011. |
| ----- | ----- | ----- | ----- | ----- | ----- | ----- |
| 109   | 110   | 157   | 184   | 217   | 254   | 312   |

График промене броја становника у току последњих година